# Humanum Genus
Humanum Genus (Latijn voor het menselijk geslacht) is de titel van een op 20 april 1884 gepromulgeerde pauselijke encycliek. De door paus Leo XIII gepubliceerde encycliek behandelt in drie hoofdstukken de houding van de Katholieke Kerk jegens de vrijmetselarij. De encycliek beschrijft verschillende opvattingen, die binnen geheime genootschappen zoals de vrijmetselarij verbreid zijn en geeft aan op welke wijze deze in strijd zijn met het katholieke geloof. Daarbij wordt onderscheid gemaakt tussen enerzijds de vrijmetselarij en anderzijds de leden van de vrijmetselarij, die volgens de encycliek niet steeds dezelfde mate van schuld treft.
Humanum Genus staat in een reeks pauselijke documenten, waarin onder andere over de vrijmetselarij en andere geheime genootschappen wordt geoordeeld:
- de constitutie In Eminenti (1738) door paus Clemens XII;
- de constitutie Providas Romanorum Pontificium (1751) door paus Benedictus XIV;
- de constitutie Ecclesiam a Jesu Christo (1821) door paus Pius VII;
- de constitutie Quo Graviora (1825) door paus Leo XII;
- de encycliek Traditi Humilitati (1829) door paus Pius VIII;
- de encycliek Mirari Vos (1832) door paus Gregorius XVI;
- de encycliek Qui Pluribus (1846) door paus Pius IX;
- de allocutie Multiplices Inter (1865) door paus Pius IX.

Humanun Genus was de laatste en meest hevige pauselijke veroordeling van vrijmetselarij. De encycliek gaf een impuls aan een felle anti-maçonnieke beweging op het einde van de negentiende eeuw, met verdachtmakingen over banden tussen de vrijmetselarij en de duivel, zoals die onder meer tot uiting kwamen in de geschriften van Léo Taxil.